# Médiateur de la ville de Paris
Le médiateur de la ville de Paris a été institué en 2008. Cette fonction est définie comme une « autorité indépendante chargée d'améliorer, par son action, les relations des citoyens avec l'administration municipale de la ville de Paris ». Il intervient dans les litiges qui opposent les administrés aux services municipaux en tentant de proposer, aux uns et aux autres, des solutions de règlement amiable de leurs différends.

## Création
La ville de Paris s'est dotée d'un médiateur municipal dès 1977 (il s'agissait, jusqu'en 2008, d'un élu adjoint au maire de Paris). Paris a ainsi été la première ville de France à se doter d'un médiateur institutionnel.

## Les médiateurs
- 2001 - Frédérique Calandra, adjointe au maire en 2001, conseillère du 20e arrondissement depuis 1995, maire du 20e arrondissement depuis mars 2008.
- 2008 - Claire Brisset, qui a exercé la fonction de défenseure des enfants, a été nommée médiateur de la Ville de Paris le 1er septembre 2008.
- 2014 - Éric Ferrand, ancien adjoint au maire de Paris, a été nommé médiateur de la Ville de Paris en juillet 2014.

## Annexe